# アンナ・ベルナップ
アンナ・ベルナップ（Anna Belknap, 1972年5月22日 - ）は、アメリカ合衆国メイン州出身の女優。

## 来歴
ヴァーモント州の大学とAmerican Conservatory Theaterで学んだ。
1996年よりテレビに出演し始め、2005年から2013年まで人気シリーズ『CSI:ニューヨーク』にリンジー・モンロー役でレギュラー出演した。

## 主な出演作品

### テレビ
- ホミサイド Homicide: Life on the Street (1998) シーズン4 第22話・ゲスト
- ロー&オーダー Law & Order' (1999) シーズン9 第10話・ゲスト
- LAW & ORDER:性犯罪特捜班 Law & Order: Special Victims Unit (2001)　シーズン2 第18話・ゲスト
- M.I. 緊急医療捜査班 Medical Investigation (2004-2005)　レギュラー
- ザ・カムバック The Comeback (2005)　第13話・ゲスト
- WITHOUT A TRACE/FBI 失踪者を追え! Without a Trace (2005)　シーズン3 23話、シーズン4 1話・ゲスト
- CSI:ニューヨーク CSI: NY (2005-2013)　（シーズン2～9) レギュラー
- ハワイファイブオー Hawaii Five-0 （2015）シーズン5　第13話・ゲスト
- グッド・ドクター The Good Doctor (2017) シーズン1 第16話・ゲスト
- シカゴ・メッド Chicago MED (2020)　シーズン5 第17話・ゲスト